# Лукоянов, Игорь Владимирович
И́горь Влади́мирович Лукоя́нов (род. 2 марта 1965, Киров) — российский историк, доктор исторических наук. Ведущий научный сотрудник Отдела новой истории России и заместитель директора по научной работе Санкт-Петербургского института истории РАН. Профессор Департамента истории Санкт-Петербургской школы гуманитарных наук и искусств Высшей школы экономики. Один из авторов «Большой российской энциклопедии».

## Биография
В 1982 году поступил на исторический факультет Кировского государственного педагогического института. Окончил его в 1987 году по специальности «История и советское право», квалификация — «Учитель истории и советского права». С ноября 1989 по ноябрь 1992 года обучался в аспирантуре Ленинградского отделения Института истории СССР АН СССР. В 1987—1988 годах работал младшим научным сотрудником в Кировском государственном объединённом историко-архитектурном и литературном музее. С сентября 1988 по ноябрь 1989 года — ассистент кафедры истории КПСС Кировского ГПИ.
В 1993 году защитил диссертацию на соискание учёной степени кандидата исторических наук по теме «Проекты изменения государственного строя в России в конце XIX — начале XX вв. и власть (проблемы правового реформаторства)». С 1994 по 2000 год — учёный секретарь Отдела новой истории России Санкт-Петербургского филиала Института российской истории РАН (с 2000 — Санкт-Петербургский институт истории РАН). С января 1994 года — старший лаборант-исследователь; с октября того же года — младший научный сотрудник; с марта 1997 — научный сотрудник; с 1998 — старший научный сотрудник того же отдела СПб филиала ИРИ РАН. С ноября 2008 года заведовал Отделом источниковедения и Научно-историческим архивом.
В 2009 году защитил докторскую диссертацию по теме «Россия на Дальнем Востоке в конце XIX — начале XX в.: борьба за выбор политического курса». С ноября 2013 года — ведущий научный сотрудник Отдела новой истории России. С июня 2019 года — заместитель директора по научной работе.
Являлся главным редактором ежеквартального журнала истории и культуры России и Восточной Европы «Нестор».
С 2016 года также является профессором Департамента истории Санкт-Петербургской школы гуманитарных наук и искусств Высшей школы экономики.

## Научная деятельность
Основным научным направлением И. В. Лукоянова является отечественная история XIX—XX веков, в частности — политическая история Российской империи, история внешней политики России, историография и источниковедение истории России.